# Lusia
Lusia (Lusia in veneto) è un comune italiano di 3 236 abitanti della provincia di Rovigo in Veneto.

## Geografia fisica
Lusia è situata nella parte medio-occidentale del Polesine ed è lambita a nord dal fiume Adige che divide il suo territorio dalla provincia di Padova.

## Storia
Lusia prende il nome dalla Gens Luxia, strettamente imparentata con Caio Mario, il console vittorioso sui Cimbri nella Battaglia dei Campi Raudii. La stessa figlia del console, Maria Terzia, visse nei possedimenti di famiglia nell'odierna Lusia, territori che vennero distribuiti ai veterani e in parte occupati da Mario, che fece installare qui fattorie per lo sfruttamento agricolo della fertile regione.
I ritrovamenti archeologici confermano che il territorio fosse già colonizzato in età romana i cui insediamenti sono ricordati nel gonfalone, conferito alla cittadina polesana nel 1952, il quale raffigura l'ossuario, ovvero il contenitore dei resti, di Quinto Bebio Cardilliaco marito di Maria Terzia.
Con la fine dell'Impero Romano seguì un periodo di forte instabilità idraulica e di spopolamento.
Il mattino del 20 aprile 1945 Lusia fu sottoposta ad uno dei più terribili bombardamenti d'Italia e la città venne praticamente rasa al suolo: il municipio, gli uffici pubblici, la chiesa arcipretale, la villa Morosini vennero distrutti. Ebbe in seguito luogo un'opera di ricostruzione che vide risorgere Lusia a circa 300 metri dall'Adige.

### Simboli
Lo stemma civico venne approvato con regio decreto del 2 giugno 1889 e successivamente modificato con decreto del presidente della Repubblica del 24 marzo 2000.
Vi è raffigurata una fenice a simboleggiare la rinascita del paese dalle ceneri della vecchia Lusia. Nella parte inferiore dello scudo è rappresentato il sepolcro di Quinto Bebio Cardilliaco.
Il gonfalone è un drappo tagliato di giallo e di azzurro concesso con DPR del 25 giugno 1952.

### Onorificenze
Lusia è tra le Città decorate al merito civile, insignita della medaglia d'argento al valor civile per i sacrifici subiti durante la seconda guerra mondiale. La città fu pesantemente bombardata, portando alla sua quasi completa distruzione, con numerose vittime e feriti, tra cui donne e bambini. Questo tragico evento è stato riconosciuto come un esempio di estremo sacrificio.
La decorazione è stata conferita il 20 aprile 2022, in ricordo degli eventi accaduti il 20 aprile 1945, che coinvolsero anche il comune di Barbona (PD):

## Monumenti e luoghi d'interesse

### Architetture religiose

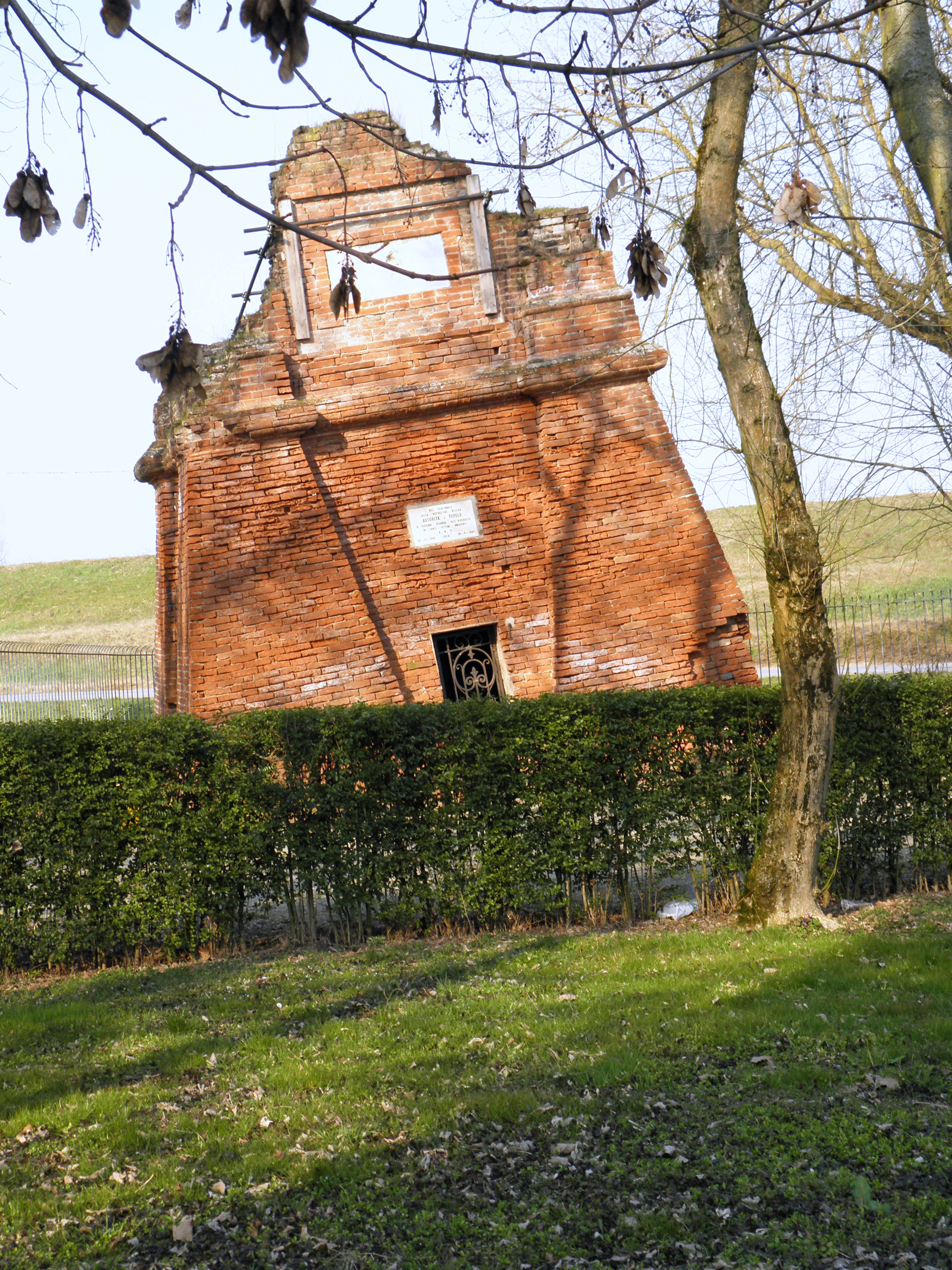
Base del campanile della vecchia Chiesa parrocchiale dei Santi Vito e Modesto. Sito presso il parco delle Rimembranze

- Chiesa dei Santi Vito e Modesto Martiri (XX secolo), inaugurata nel 1958, dell'architetto Orlando Veronese.[9][10]
- Ruderi della Chiesa dei Santi Vito e Modesto. Della chiesa, che venne abbattuta dal bombardamento che subì la cittadina durante la seconda guerra mondiale, rimangono le fondamenta e la base del campanile trasformato in cappella votiva, integrati nel parco in via 25 aprile.
- Chiesa di San Lorenzo Diacono e Martire, chiesa parrocchiale sita nella frazione di Cavazzana. Ricostruita, su progetto del presbitero Francesco Antonio Baccari, nel XVIII secolo sul sito della preesistente chiesa risalente al XII secolo, in un recente restauro conservativo dell'edificio ha portato alla luce scheletri di persone lì inumate, i più antichi risalenti al XV secolo.[11]

### Architetture civili

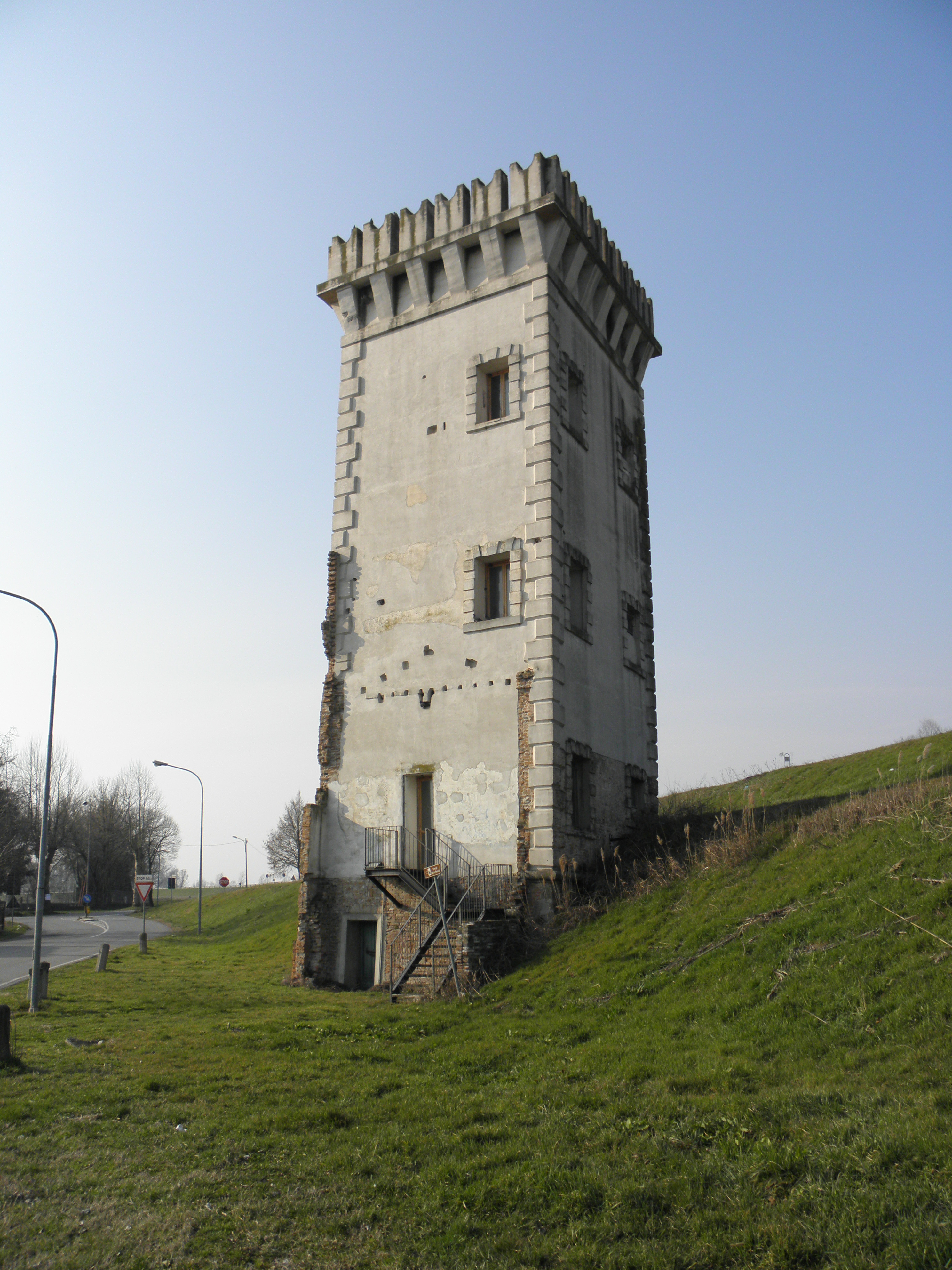
Torre Morosini.

- Torre Morosini. Unica parte rimasta della Villa Morosini, anch'essa abbattuta dal bombardamento che subì durante la seconda guerra mondiale, era la torre di sinistra.

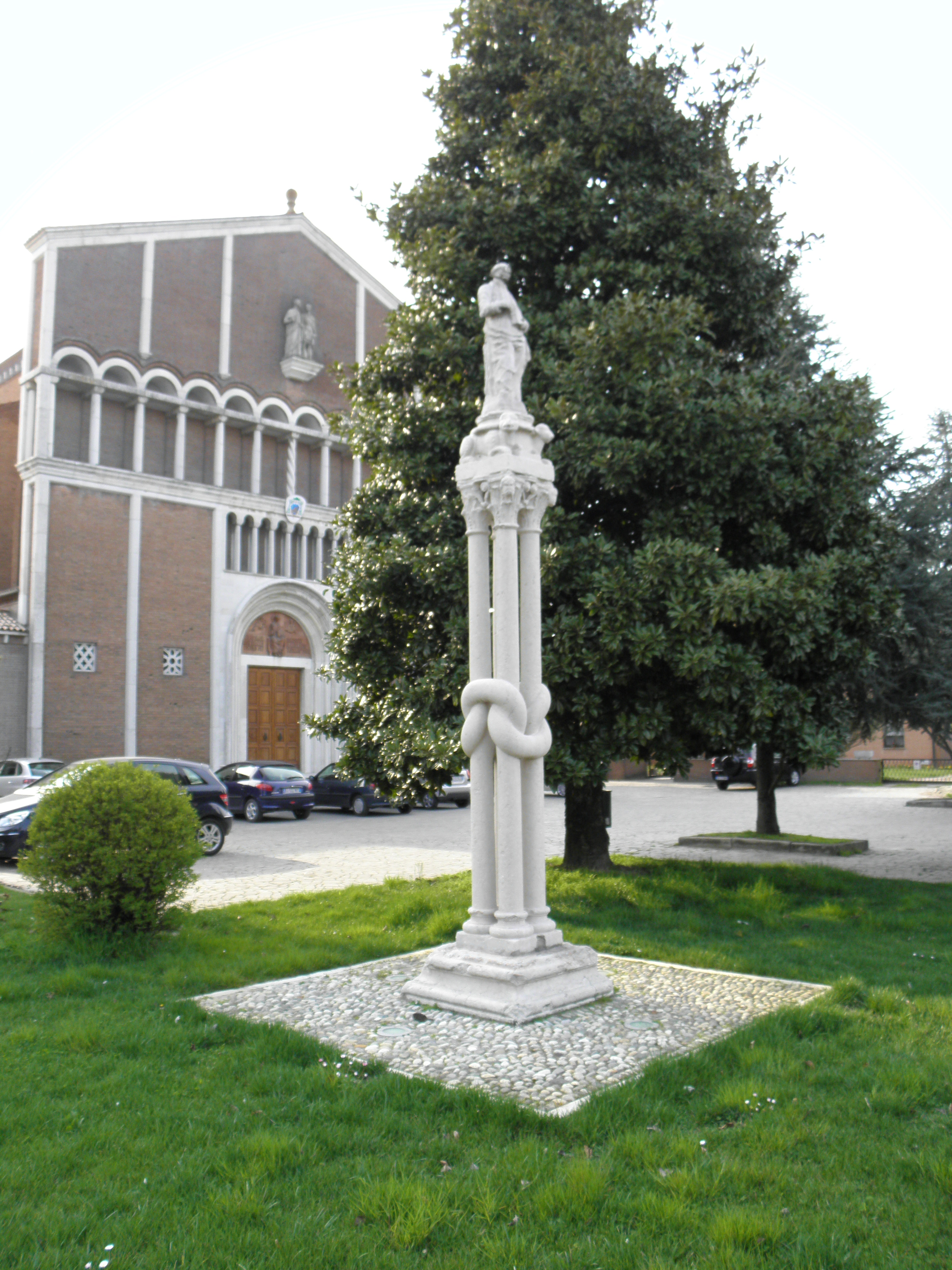
Colonna annodata.

- Colonna annodata. Verso il 1400 giunse a Lusia da Costantinopoli una colonna a quattro fusti, con capitelli figurati, che ancora oggi si può ammirare sulla piazza antistante la nuova Chiesa Parrocchiale. La colonna, in stile ofitica, era stata riportata a Venezia da un viaggio insieme ad un'altra colonna. Ma la barca che le trasportava si era arenata alle foci dell'Adige, facendo sprofondare una delle due colonne. Giunta a Lusia, la colonna che si era salvata, alta circa 3,50 metri, era stata sormontata da una statuetta che la tradizione popolare identifica con San Vito e posta di fronte al castello. In origine, la colonna era sormontata da due leoncini in granito, accosciati, che nel 1882 furono asportati dagli eredi della contessa E. Morosini Gattembur. Attualmente la colonna è situata fronte la Chiesa dei Santi Vito e Modesto Martiri.[12]

### Parchi
- Parco delle Rimembranze. Il Parco delle Rimembranze di Lusia (RO) è un luogo della memoria costruito attorno ai resti del campanile dell’antica chiesa, distrutta il 20 aprile 1945 durante un bombardamento alleato che causò 74 vittime civili. L’attacco, diretto al ponte ferroviario sull’Adige, colpì invece il centro abitato, devastando chiesa, municipio e molte abitazioni. Il parco conserva le tracce di quel tragico evento e rappresenta oggi un simbolo di ricordo e riflessione per la comunità.

## Società

### Evoluzione demografica
Abitanti censiti

## Economia

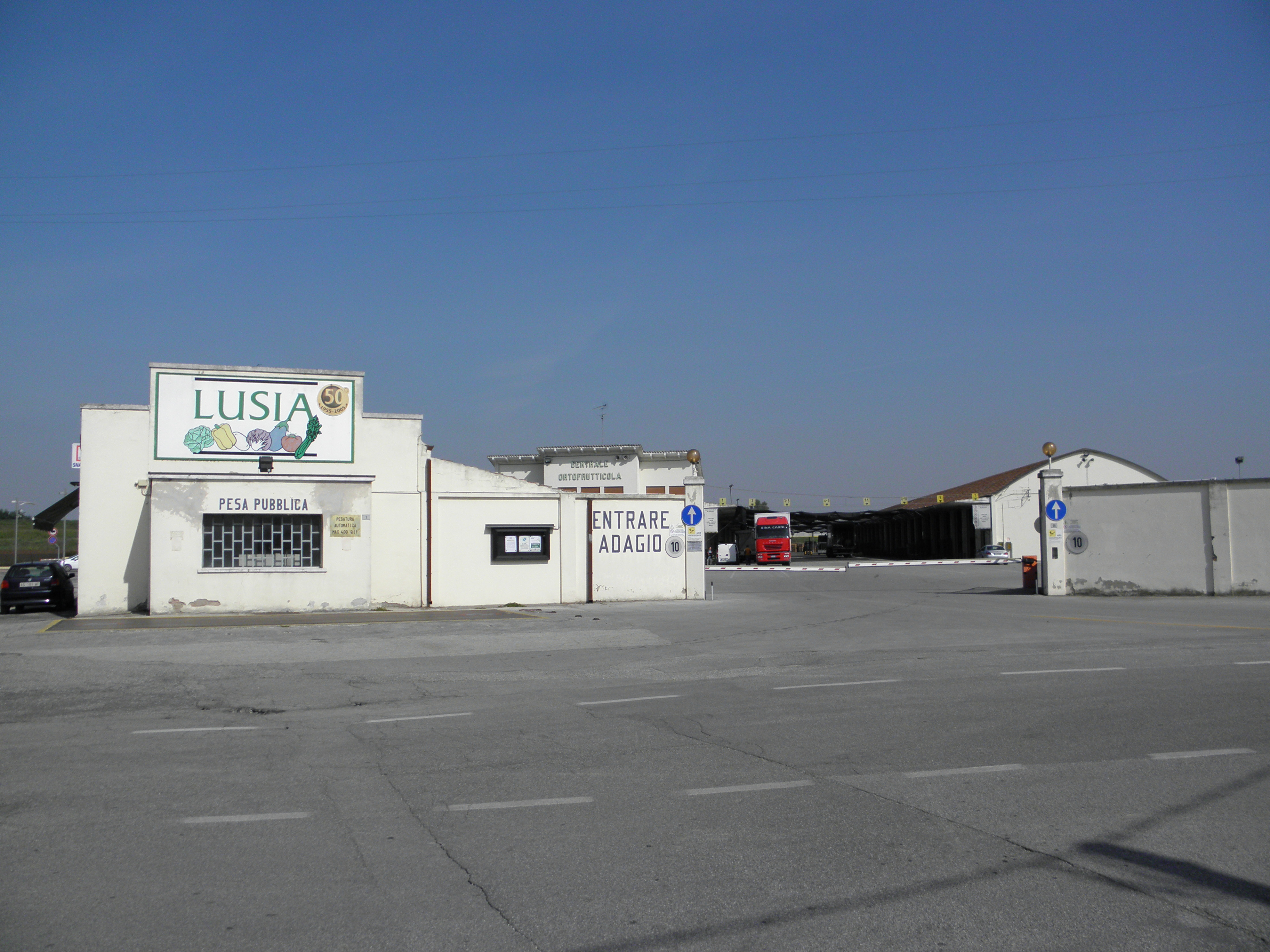
Il mercato ortofrutticolo.

L'economia del territorio è basata principalmente sull'agricoltura e sui prodotti tipici come l'"insalata di Lusia IGP" e l'"Aglio Bianco Polesano DOP".
Il comune è sede di un mercato ortofrutticolo all'ingrosso, realizzato nel 1955 su iniziativa della Camera di Commercio di Rovigo con il nome di Centrale Ortofrutticola. Il mercato, che oggi copre una superficie di 45.000 metri quadri e tratta i prodotti del territorio, prevalentemente orticoli, dal 1972 è parte dell'Azienda Speciale per i Mercati Ortofrutticoli di Lusia e Rosolina.

## Infrastrutture e trasporti

### Strade
L'abitato è raggiungibile a sud dall'incrocio con la strada regionale SR 88, che attraversa il territorio a sud attraverso Via Marasso e che prende il nome dall'omonima località, congiungendola a nord con Barbona attraverso il ponte sul fiume Adige.

### Mobilità urbana
Il sistema del trasporto pubblico della cittadina è servito da una linea extraurbana gestita da Busitalia che la collega con il capoluogo Rovigo e con le principali località sulla direttiva ovest-est, da una parte verso Lendinara, Badia Polesine e la bassa veronese, dall'altra verso Adria ed il delta del Po.

## Amministrazione

### Regno d'Italia (1866-1946)
| Periodo | Periodo | Primo cittadino         | Partito | Carica  | Note   |
| ------- | ------- | ----------------------- | ------- | ------- | ------ |
| 1872?   | 1883?   | Gio. Battista Lorenzoni |         | Sindaco |        |
| 1887    | 1917    | Dante Marchiori         |         | Sindaco | [ 15 ] |
| 1922    | 1926    | Gastone Marchiori       |         | Sindaco |        |
| 1926    | 1935    | Giocomo Marchiori       |         | Podestà |        |
| 1936    | 1945    | ? Bianchini             |         | Podestà |        |

### Repubblica Italiana (dal 1946)
Sindaci eletti dal Consiglio comunale (1946-1994)
| Periodo | Periodo | Primo cittadino | Partito                     | Carica  | Note |
| ------- | ------- | --------------- | --------------------------- | ------- | ---- |
| 1946    | 1948    | Luigi Cotta     | Partito Comunista Italiano  | Sindaco |      |
| 1948    | 1951    | Rodolfo Carotta | Partito Socialista Italiano | Sindaco |      |
| 1965    | 1975    | Damiano Bragion |                             | Sindaco |      |
| 1975    | 1980    | Lino Rossi      |                             | Sindaco |      |
| 1985    | 1990    | Lino Rossi      |                             | Sindaco |      |
| 1993    | 1997    | Enrico Patria   | Lega Nord                   | Sindaco |      |

Sindaci eletti direttamente dai cittadini (dal 1994)
| Periodo | Periodo   | Primo cittadino | Partito                        | Carica  | Note |
| ------- | --------- | --------------- | ------------------------------ | ------- | ---- |
| 1997    | 2002      | Claudio Barison | Lista Civica                   | Sindaco |      |
| 2002    | 2007      | Sergio Vignaga  | Lista Civica (Centro-sinistra) | Sindaco |      |
| 2007    | 2012      | Sergio Vignaga  | Lista Civica (Centro-sinistra) | Sindaco |      |
| 2012    | 2017      | Luca Prando     | Lista Civica "Lusia Unita"     | Sindaco |      |
| 2017    | 2022      | Luca Prando     | Lista Civica "Lusia Unita"     | Sindaco |      |
| 2022    | in carica | Luca Prando     | Lista Civica "Lusia Unita"     | Sindaco |      |